# Josip Koninckx
Josip Koninckx (6 juni 1994) is een Vlaamse acteur. 
Josip Koninckx was als kind vooral bekend van zijn rol als Franky Bomans jr. in de soapserie Thuis op één. Een rol die hij vertolkt heeft van 2003 tot 2009. Zijn rol werd nadien overgenomen door Braam Verreth.